# 香港學前教育
香港學前教育是香港特別行政區兒童在6歲之前所接受的教育，其中包括由社會福利署管理的幼兒中心提供0至3歲以下的幼兒日間照顧服務，以及由教育局管理幼稚園提供3至6歲的幼童的教育服務。
自2017年9月起，香港政府推行“十五年免費教育”，將免費教育擴展至3歲幼童，其中絕大部分半日制幼稚園學位為免費，而大部分香港兒童均會接受學前教育。

## 種類
香港的學前教育大致可分為幼兒中心和幼稚園兩種。兩者均為私立經營，有以商業化集團形式運作的幼稚園集團，也有由非牟利團體開辦的幼稚園，後者通常由教會或社會服務機構籌辦。
其中，幼兒中心由社會福利署管理， 為0至3歲以下的幼兒提供日間照顧服務，以照顧他們的成長和發展需要。但現在不少幼兒中心都兼營幼稚園相同的業務，使6歲以下幼童都可以在幼兒園內接受教育。
而幼稚園由教育局管理，主要服務對象則是3至6歲的幼童，讓他們在德、智、體、群、美各方面的全面發展；養成良好的生活習慣；以及激發兒童學習興趣和培養積極的學習態度，為未來學習奠定基礎。
根據香港教育局《學生人數統計報告》，香港的幼稚園主要分為兩大類（細分為三小類）：本地幼稚園（包括“計劃幼稚園”，及“非計劃幼稚園”）以及非本地幼稚園（「計劃」代表參與“幼稚園教育計劃”）。
根據2022年9月香港教育局之統計數據，香港共有本地幼稚園881所（其中計劃幼稚園749所，非計劃幼稚園132所），非本地幼稚園145所。以學生人數統計，本地計劃幼稚園學生人數109,735人（佔總數76%），本地非計劃幼稚園人數22,911人（佔總數16%），非本地幼稚園人數11,030人（佔總數8%）。

## 管理
在香港經營幼稚園需要向教育局註冊，並受該局監管，幼兒園及托兒所則由社會福利署管理。但現在不少幼兒園都兼營幼稚園相同的業務，使6歲以下幼童都可以在幼兒園內接受教育。
香港政府過去對幼稚園的資助，包括：
- 向非牟利幼稚園發還地租及差餉
- 分配位於公共屋邨內專作幼稚園用途的校舍
- 推行「幼稚園及幼兒中心資助計劃」
- 透過「幼稚園及幼兒中心學費減免計劃」，為有需要的家長減免子女的學費
- 為教師和校長提供訓練課程

## 資助計劃
2006年，香港特區政府宣佈為香港幼稚園引入學前教育學券計劃，間接為非牟利幼稚園提供資助。有人批評不資助牟利幼稚園是歪曲了學券制。
香港政府從2007學年起向在合資格幼稚園就讀的幼童提供試驗性的學劵資助，經2011年的檢討後，決定繼續推行幼稚園學劵資助計劃。
2016年1月，行政長官梁振英發表施政報告，宣布由2017/18學年起落實免費優質幼稚園教育政策，向合資格香港非牟利幼稚園提供基本資助，為合資格兒童提供三年優質半日制服務，預計約七至八成半日制幼稚園學位將會免費，但由於香港的幼稚園多年來都是以私營運作，不少幼稚園是租用私人物業經營，部分有宗教背景的幼稚園則主要向所屬教會租用物業，一旦幼稚園接受政府直接資助，將會面臨帳目管理問題，教員資格及待遇的規管同樣須要制定標準，對於為幼稚園提供直接資助及制定幼稚園教員資格及薪俸等問題，政府仍在研究相關的規管方案及考慮修訂法例，尚未有正式把幼稚園納入經常性資助的時間表。
2017年，香港政府正式推行“十五年免費教育”，將絕大部分半日制幼稚園學位納入免費教育。

## 學前班
除三至六歲的三年幼稚園課程外，近年不少幼稚園收取高昂學費開辦PN班（Pre-Nursery Class），以至遊戲組（Playgroup）。部分幼稚園課本雜費高達6,000多元，亦有部分收取5,000元的茶點費，每年學費最高更達7萬元以上。有教育界人士認為，這種學習培訓班雖不一定能為幼童培訓特別出色的技能，卻會令家境富有者有更大機會進入心儀幼稚園，引起教育平均問題。
現今香港，Playgroup已經開始廣泛地盛行，有不少家長花大量金錢讓自己的子女去參加Playgroup班，課程以月費為主，普通的約有1,000-3,000元/月(4-6堂)，有些家長甚至讓子女參加費用為$10,000-$20,000的playgroup班，可見playgroup的前境將會無限伸展，現時全港約有五百多間的Playgroup學校，由於Playgroup教師的需求量大大增加，因為要成為Playgroup老師需要有課程的證書或有幼兒相關的工作經驗等，薪金亦相對地不差，以月薪而言Playgroup教師有大約12,000-40,000不等，日薪約有100-800不等，由於薪金不差的關係，現在不少教育機構開設Playgroup課程，吸引了不少關注時事的人士去進修，從而改變自己的工作甚至將來的打算。